# 国道351号

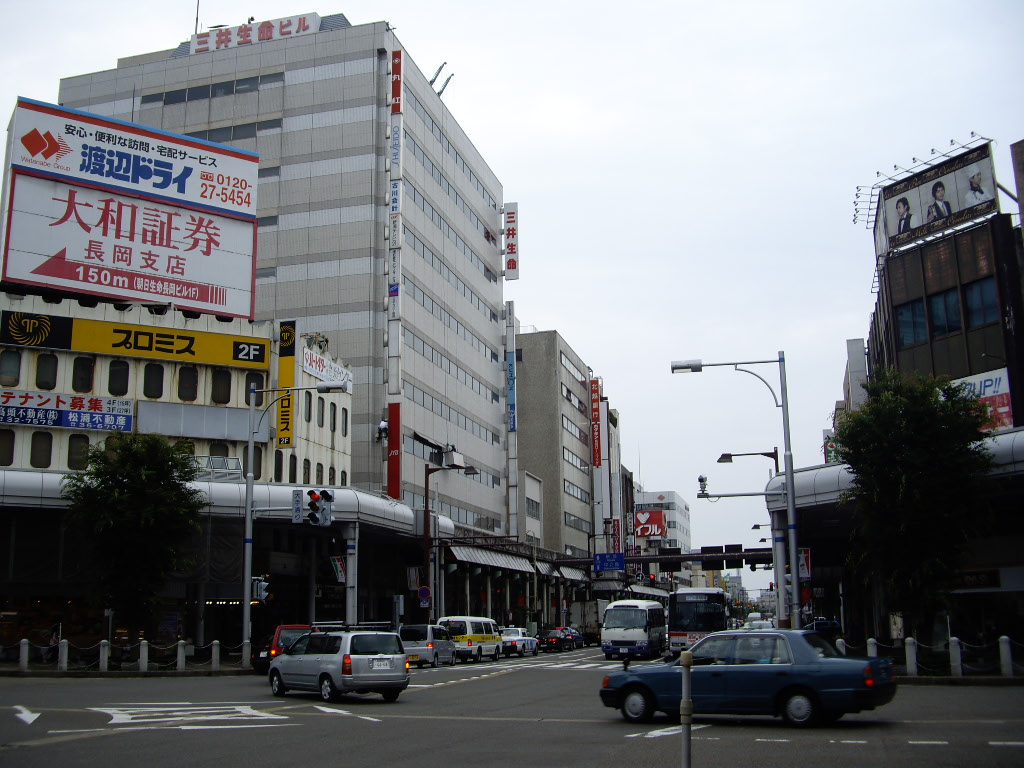
長岡市大手通り交差点付近。交差点を境に画像左から画像奥にかけてが国道351号。

国道351号（こくどう351ごう）は、新潟県長岡市から小千谷市に至る一般国道である。

## 概要
長岡市栃尾地域（旧・栃尾市）を起点に、長岡市街地・越路地域を経由し、小千谷市に至る路線。旧・栃尾市から長岡市中心部までは、本路線のほかに、森立峠を通る新潟県道9号長岡栃尾巻線や榎峠を通る長岡市道などがあるが、いずれもカーブや昇降が多くそのうえ冬期閉鎖になるため、当路線の1988年（昭和63年）に開通した、新榎トンネルを通るルートがメインルートとなっている。
旧長岡市内では、旧国道8号・国道17号を通る長岡市街地の中心部を経由する。長岡市から小千谷市までは、信濃川東側を通る国道17号に対し、国道351号は越路地区を経由する西側寄りを通る。ただし、国道17号と比較して狭隘な部分や右左折の多いルートとなっている。

### 路線データ

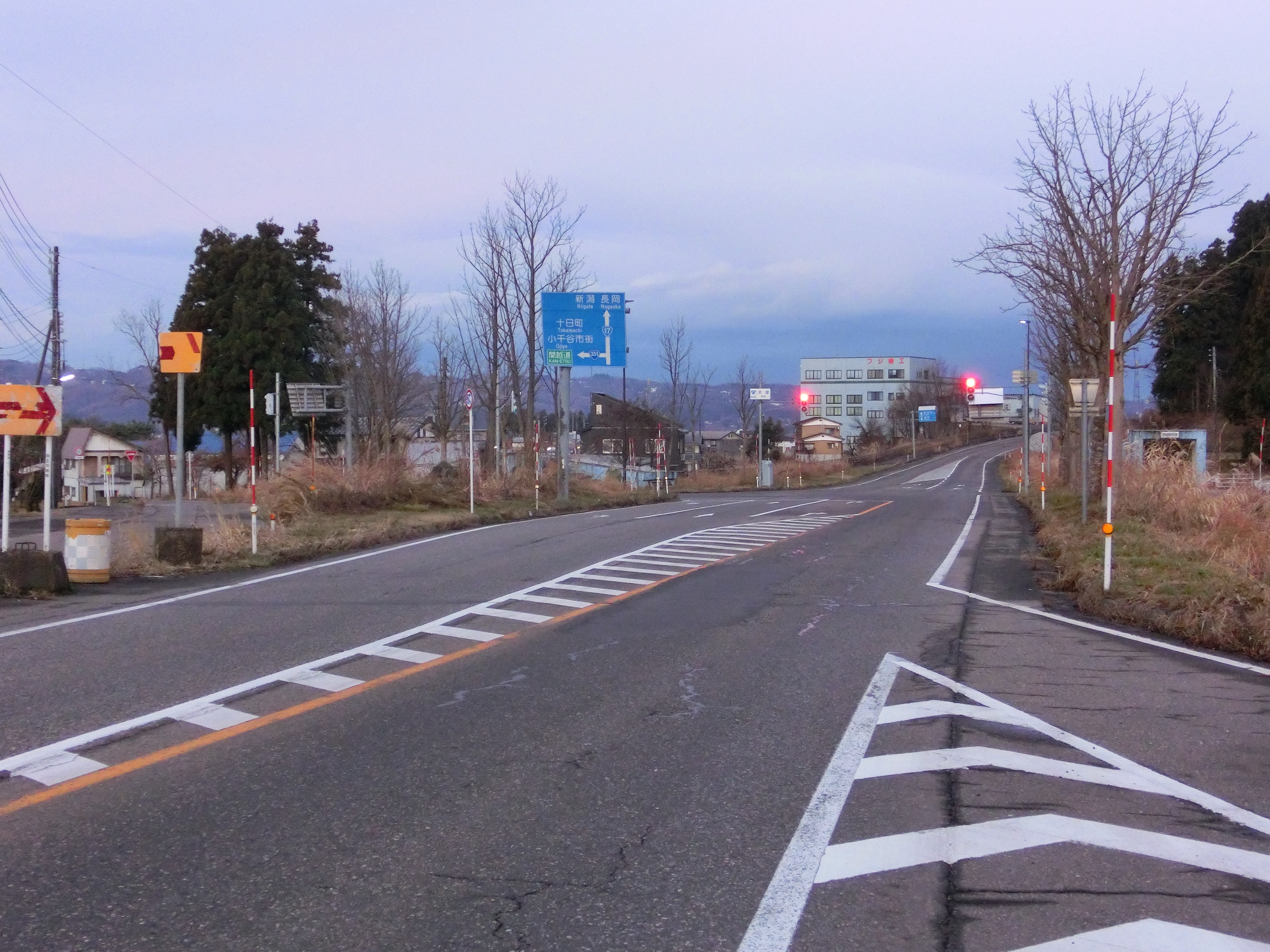
終点（木津交差点）

一般国道の路線を指定する政令に基づく起終点および重要な経過地は次のとおり。
- 起点：栃尾市[注釈 2]（長岡市栃尾宮沢、宮沢橋西詰交差点 = 国道290号交点）
- 終点：小千谷市（大字薭生、木津交差点 = 国道17号交点）
- 重要な経過地：長岡市、新潟県三島郡越路町[注釈 3]
- 総延長 : 43.9 km（重用延長を含む）[2][注釈 4]
- 重用延長 : 7.1 km[2][注釈 4]
- 未供用延長 : なし[2][注釈 4]
- 実延長 : 36.8 km[2][注釈 4]
  - 現道 : 33.8 km[2][注釈 4]
  - 旧道 : なし[2][注釈 4]
  - 新道 : 3.1 km[2][注釈 4]
- 指定区間：国道8号、国道17号と重複する区間（長岡市・川崎IC - 新町一丁目交差点小千谷市・高梨交差点 - 三仏生交差点）[3]

## 歴史
- 1975年（昭和50年）4月1日 - 一般国道351号（新潟県栃尾市（現：長岡市） - 新潟県小千谷市）[4]
- 1988年 (昭和63年) 8月6日 - 新榎トンネルを含む8.2 kmが開通[5][6]。
- 1991年 (平成3年) 11月19日 - 栃尾市大野町（現・長岡市栃尾大野町）4丁目 - 同市本津川 3 km のバイパス完成[6][7][8]。

## 路線状況
長岡市は政令指定都市ではないが、特例によって国道351号の一部区間（表町一丁目 - 新町一丁目、大手通りおよび北中央通り）の道路管理者となっている。

### 通称
- 長生橋通り
- 大手通り
- 大手大橋通り
- 北中央通り
- すずらん通り

### バイパス
ここでは、旧道が国道指定を外れ、現在本線となっている路線は「細字」、旧道も指定され続けている路線は「太字」で記述する。
- （長岡市栃尾宮沢 - 同市栃尾大野町四丁目）：国道290号栃尾東バイパス開通に伴うルート変更。新潟県道24号栃尾山古志線として、2001年（平成13年）10月1日開通し[10]、これを昇格する形で指定。
- （長岡市栃尾大野町二丁目 - 同市北荷頃）
- 新榎トンネル（長岡市北荷頃 - 同市川崎町）
- 長岡バイパス（長岡市川崎町 - 同市新町一丁目）
- 大手通拡幅（長岡市表町二丁目 - 同市古正寺町）[11]
  - 延長3.58 km、幅員は標準部36.0 m、橋梁部23.0 m。1987年度（昭和62年度）事業着手し、2009年（平成21年）9月8日の大手大橋とその前後区間の4車線供用によって全線が4車線に拡幅にされた。
- 小千谷バイパス（小千谷市高梨町 - 同市千谷）
- 千谷バイパス（小千谷市大字千谷 - 同市千谷川四丁目）
- 西小千谷バイパス（小千谷市千谷川四丁目 - 同市大字山本）
- ルート変更区間（小千谷市元町 - 同市山本） - 旭町バイパス開通に伴うルート変更。
- 旭町バイパス（小千谷市山本 - 同市旭町）

### 重複区間
- 国道8号（長岡市・川崎IC - 新町一丁目交差点）
- 国道352号（長岡市・新町一丁目交差点 - 大手通交差点）
- 国道403号（長岡市・新町一丁目交差点 - 小千谷市・桜町上交差点）
- 国道404号（長岡市・大手通交差点 - 大島交差点）
- 国道17号（小千谷市・高梨交差点 - 三仏生交差点）
- 国道117号（小千谷市・三仏生交差点 - 元町交差点）
- 国道291号（小千谷市・元町交差点 - 小千谷駅前交差点）

### 道路施設

#### 主な橋梁
- 大野大橋（長岡市、西谷川）[6][7][8][12][13]
  - 形式 - 3径間連続鈑桁橋
  - 橋長 - 127.0 m
    - 最大支間長 - 47.0 m

  - 幅員
    - 車道 - 8.0 m
    - 歩道 - なし

  - 竣工 - 1991年度（平成3年度）
  - 開通 - 1991年（平成3年）11月19日
  - 親柱に上杉謙信愛用の兜の前立てが設置されている。
- 平成大橋（長岡市）[6][7][8][12]
  - 竣工 - 1989年度（平成元年度）
  - 橋長 - 113.0 m
  - 開通 - 1991年（平成3年）11月19日
  - 親柱に菊をかたどった青銅製の栃尾てまりが設置されている。
- 長生橋（長岡市、信濃川）
- 大手大橋（長岡市、信濃川）
- 永盛橋(長岡市、渋海川)[14]
  - 竣工 - 1967年（昭和42年）10月21日
- 山本山大橋（小千谷市、信濃川）

#### トンネル
- 新榎トンネル（長岡市）

## 地理

### 通過する自治体

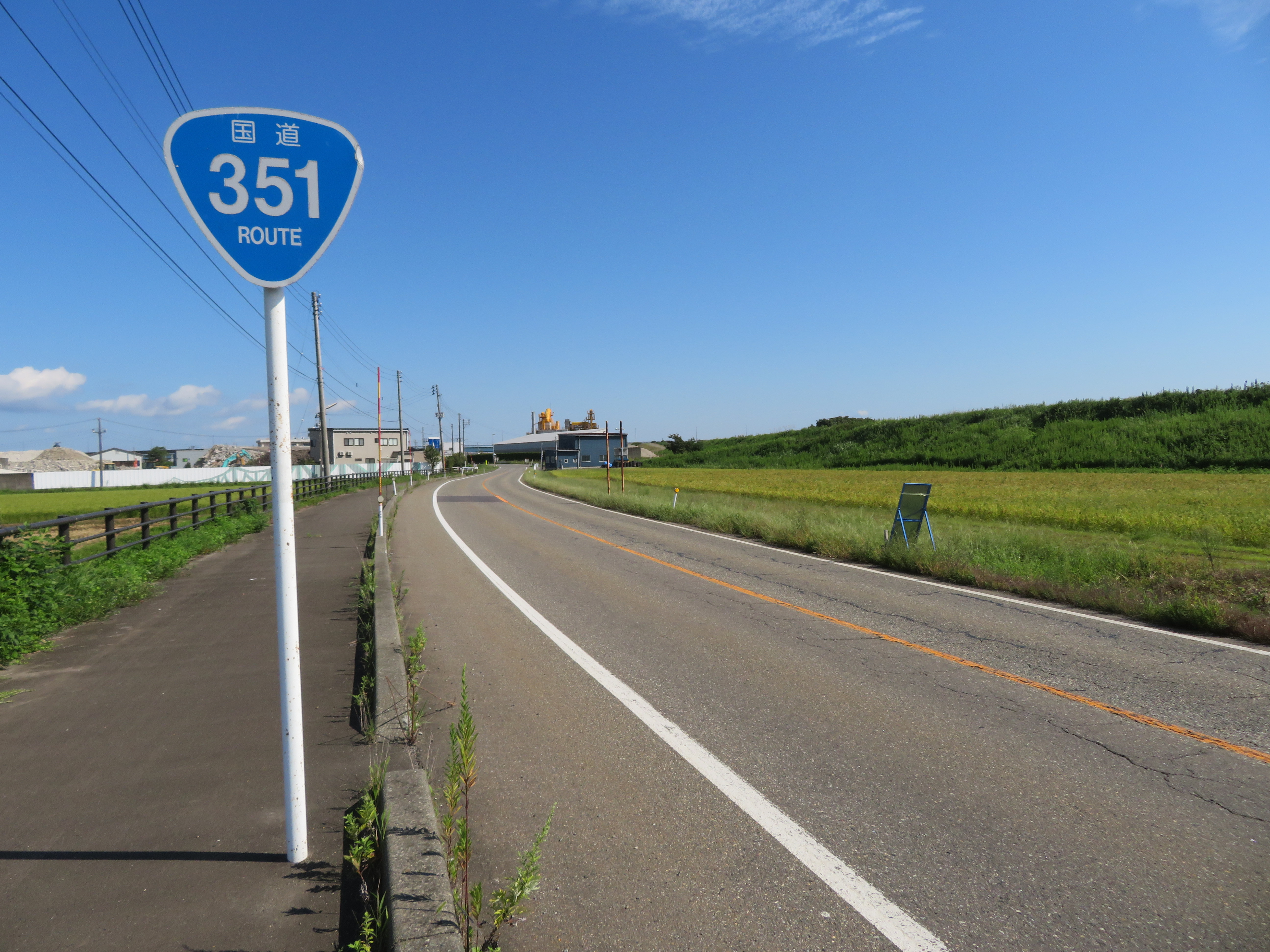
長岡市飯島付近

- 新潟県
  - 長岡市 - 小千谷市

### 交差する道路
- 国道290号（起点・長岡市・宮沢交差点）
- 国道8号・国道17号（川崎IC
- 国道8号（新町一丁目交差点）
- 国道352号（新町一丁目交差点 - （重複） - 大手通り交差点）
- 新潟県道36号長岡停車場線（大手通り交差点）
- 新潟県道23号柏崎高浜堀之内線（浦交差点）
- 国道17号（小千谷市・高梨交差点）
- 国道17号（三仏生交差点）
- 国道117号（三仏生交差点）
- 国道117号（山本山大橋西詰交差点）
- 国道17号（終点・小千谷市・木津交差点）

### 峠
- 榎峠（長岡市） - 新榎トンネルで通過

現在でも榎峠はトンネルとして残っており、車両での通行が出来る（冬季間は積雪により通行不能）。ただし、2.5 - 3.0 mの幅しかなく急勾配のヘアピンカーブが存在するなど全体的に勾配・カーブが多く危険である。なお、新榎トンネル開通前は榎峠を越えるこの道路（旧道）が長岡と栃尾を結ぶ新潟県道9号長岡栃尾巻線の森立峠越えや新潟県道138号栃尾田井線の桑探峠越えなどと並ぶ主要なルートの一つでもあり、国道指定もされていたが、現在は長岡市道となっている。